# Michel Kichka
Pour les articles homonymes, voir Kichka.
Michel Kichka, né le 15 août 1954 à Liège, est un auteur de bande dessinée belge et israélien. Il est le fils d'Henri Kichka.

## Biographie
Michel Kichka naît le 15 août 1954 à Liège,,. Il publie sa première bande dessinée Smith Hewessonne, agent spécial, un court récit en deux planches dans le no 5 de juillet 1973 de Curiosity Magazine, une publication des Éditions Michel Deligne.
Michel Kichka s'installe en Israël en 1974 et étudie l'Art à l'École des beaux-arts de Bezalel où il deviendra professeur. En Israël, il est l'un des auteurs majeurs de bandes dessinées et de caricature politique,,. Parmi ses élèves, on retrouve Rutu Modan et Uri Fink (en). Michel Kichka publie des bandes dessinées en français et en hébreu dans différents médias tels que Le Monde ou TV5.
En 2006, il rejoint le Centre régional d'information des Nations unies pour l'Europe occidentale (UNRIC) : Cartooning for Peace. Il est le président de l'Association des caricaturistes israéliens.
En 2023, il publie L'Autre Jérusalem aux éditions Dargaud. Un récit autobiographique dans lequel il partage ses souvenirs, et livre sa vision d'Israël et ses multiples facettes. Selon Didier Pasamonik directeur de la rédaction du site ActuaBD : « Avec cet album, Kichka produit un de ses livres les plus politiques, mais aussi les plus tendres. ».

## Œuvre

### Publications

#### Albums de bande dessinée
- Deuxième Génération, ce que je n'ai pas dit à mon père[13],[14], éditions Dargaud, Paris, 4 avril 2012
Scénario, dessin et couleurs : Michel Kichka -  (ISBN 9782205068504). Cette bande dessinée raconte la relation que peut entretenir la seconde génération face aux rescapés de la Shoah.
- Falafel sauce piquante[15],[16], éditions Dargaud, Paris, 14 septembre 2018
Scénario, dessin et couleurs : Michel Kichka -  (ISBN 9782205075670). Cette bande dessinée raconte la vie de l'auteur, son enfance en Belgique, son départ pour Israël et sa vie sur place de 1974 à nos jours.
- L'Autre Jérusalem[17],[18], éditions Dargaud, Paris, 30 juin 2023
Scénario, dessin et couleurs : Michel Kichka -  (ISBN 9782205202885),Cette BD raconte la vie de l'auteur pendant les années COVID.

#### Collectifs
- Rire contre le racisme, Jungle, Paris, mars 2006
Scénario : collectif - Dessin : collectif dont Michel Kichka - Couleurs : quadrichromie -  (ISBN 2-87442-244-4)

### Filmographie
Sauf indication contraire, les informations mentionnées dans cette section peuvent être confirmées par les bases de données cinématographiques IMDb et Allociné,  présentes dans la section « Liens externes ».
- 2014 : Caricaturistes, fantassins de la démocratie, documentaire de Stéphanie Valloatto, acteur
- 2022 : Les Secrets de mon père[19], film de Véra Belmont[20].

## Récompenses
- En 2008, il remporte le trophée de la bande dessinée israélien Kariel Gardosh (en)[6],[3],[21].
- En 2011, il est fait chevalier des Arts et des Lettres par le ministre de la Culture français, Frédéric Mitterrand[7].
- En 2019, la Fondation du judaïsme français lui décerne le Prix Francine et Antoine Bernheim[22].

### Articles
- « Caricature: "Prix de l'humour vache" à l'Israélien Kichka et au Marocain Gueddar », La Libre Belgique,‎ 8 octobre 2016 (lire en ligne, consulté le 19 juin 2023).
- « Michel Kichka », Le Soir,‎ 9 juin 2020 (lire en ligne , consulté le 19 juin 2023).
- « Michel Kichka à propos du film «Les secrets de mon père»: «La vérité est importante à dire» », Le Soir,‎ 27 septembre 2022 (lire en ligne , consulté le 19 juin 2023).
- Michel Kichka (interviewé par Frédérique Schillo), « En balade avec Michel Kichka dans L’autre Jérusalem », Centre communautaire laïc juif,‎ 7 septembre 2023 (lire en ligne, consulté le 9 décembre 2024).
- Didier Pasamonik, « À cause de Gaza, le dessinateur israélien Michel Kichka contesté en Pologne », ActuaBD,‎ 13 avril 2024 (lire en ligne, consulté le 14 avril 2024).
- Michel Kichka (interviewé par Daniel Fontaine), « Guerre au Proche-Orient : Un an après le 7 octobre : "C’est un tournant pour Israël : l’Etat était censé protéger chaque citoyen" », La Première,‎ 5 octobre 2024 (lire en ligne, consulté le 24 novembre 2024).
- Michel Kichka (interviewé par Didier Pasamonik), « Interviews : Michel Kichka : « Les ennemis de la liberté de la presse aujourd’hui, ce sont les multimilliardaires qui contrôlent les médias » », ActuaBD,‎ 7 janvier 2025 (lire en ligne, consulté le 8 janvier 2025).